# Ассортимент

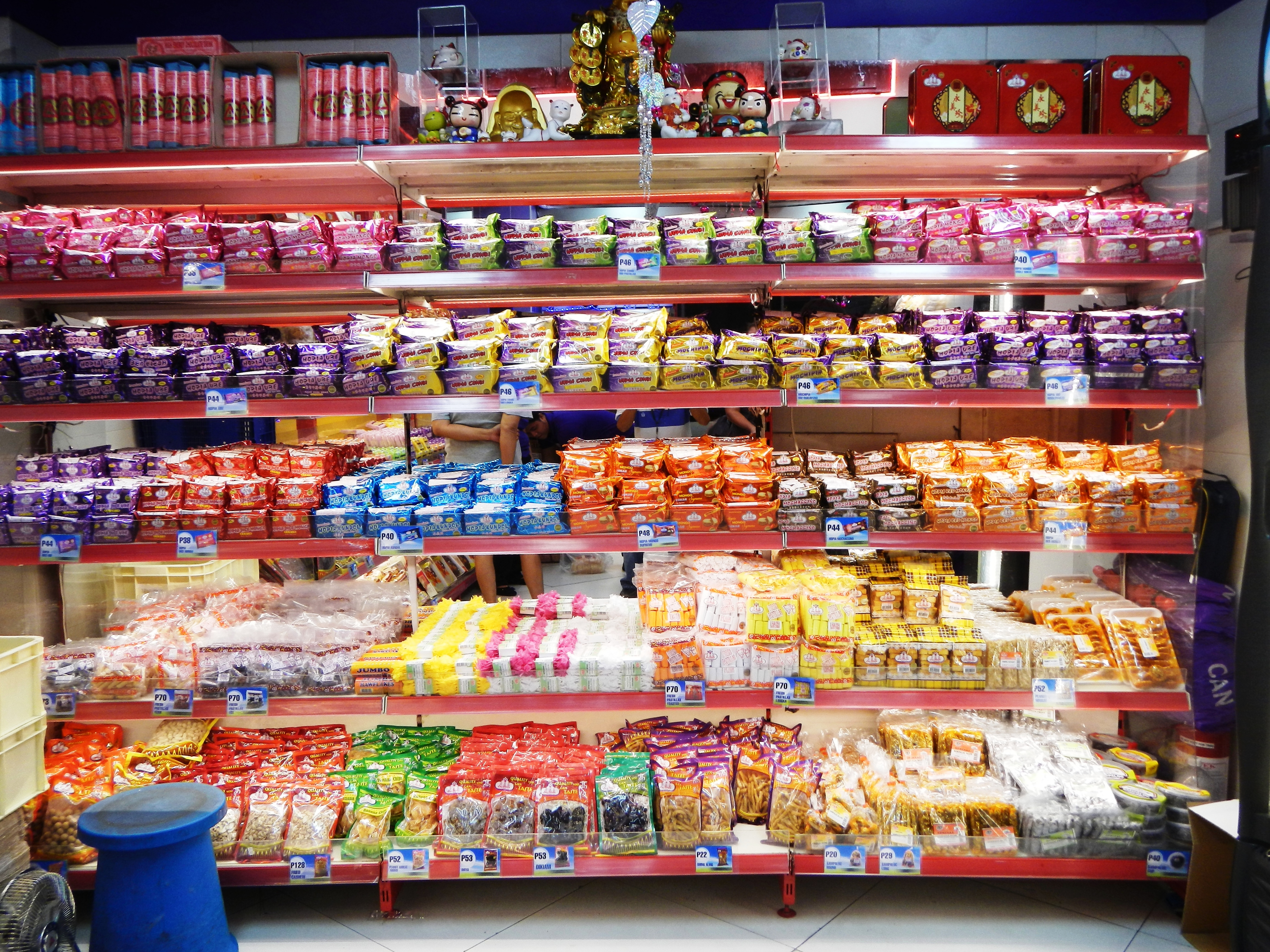
Ассортимент печенья и конфет на полках магазина.

Ассортиме́нт (франц. Assortiment от фр. assorti — подобранный) — состав однородной продукции по видам, сортам и маркам.
В толковом словаре В. И. Даля указано: ассортиме́нт м. латн. — подбор, большой, полный выбор, запас всякого рода, вкуса, разбора.
Более узким является термин сортамент, охватывающий состав изделий, различающийся незначительно по какому-либо параметру, к примеру, размеру.

## История
Различают следующие виды (типы) ассортиментов — услуг, продукции и торговый:
- ассортимент услуг — набор услуг, предлагаемых потребителям. По степени детализации ассортимент услуг подразделяется на три основных вида: групповой, видовой и внутривидовой.
- ассортимент продукции — состав, соотношение отдельных видов изделий в продукции предприятия, отрасли, группе товаров с учётом их качества и сортности.
- ассортимент товаров[4] — группа товаров, связанных между собой либо в силу схожести сферы их функционирования (применения), либо в рамках одного и того же диапазона цен; согласно ГОСТ Р 51303-2013 «Торговля. Термины и определения» — набор товаров, объединённых по какому-либо одному или совокупности признаков.

В маркетинге характеристиками ассортимента являются: ширина, глубина, высота ассортимента:
- ширина ассортимента — количество ассортиментных групп во всей совокупности товарной продукции;
- глубина ассортимента — количество изделий в одной ассортиментной группе, число модификаций товара в одной товарной группе;
- высота ассортимента — средняя цена ассортиментной группы, а также его временна́я устойчивость[5].

## Способы формирования ассортимента
1. Обновление ассортимента — замена устаревших изделий новыми или обновлённым изделиями в ответ на сокращение спроса (или объёма продаж);
2. Распространение товарного знака — присвоение узнаваемого товарного знака (завоевавшего лояльность потребителей) новому виду продукции на рынке;
3. Пополнение ассортимента — добавление более дорогих или более дешёвых товаров к существующему ассортименту;
4. Расширение ассортимента — освоение производства и продажи новых разновидностей основного вида товаров для заполнения не охваченных конкурентами сегментов рынка;
5. Сокращение ассортимента — выведение с рынка устаревших, не пользующихся спросом товаров[6].

## Военное дело
В военном деле Франции Ассортимент означает номенклатуру всех предметов, составляющих принадлежность батареи в артиллерии.